# Scobinancistrus
Scobinancistrus är ett släkte av fiskar. Scobinancistrus ingår i familjen Loricariidae.
Kladogram enligt Catalogue of Life:
| Scobinancistrus | \| \| Scobinancistrus aureatus \| \| \| \| \| \| Scobinancistrus pariolispos \| \| \| \| |
|                 | \| \| Scobinancistrus aureatus \| \| \| \| \| \| Scobinancistrus pariolispos \| \| \| \| |
|                 | Scobinancistrus aureatus                                                                 |
|                 |                                                                                          |
|                 | Scobinancistrus pariolispos                                                              |
|                 |                                                                                          |